# 马修·戈斯
马修·戈斯（英語：Matthew Goss，1986年11月5日—），澳大利亚男子自行车运动员。他曾代表澳大利亚参加2006年英联邦运动会自行车比赛，获得一枚银牌。他也曾参加2012年夏季奥林匹克运动会。